# Голохваст, Кирилл Сергеевич
Кири́лл Серге́евич Голохва́ст (род. 12 января 1980, Белогорск, Амурская область) — российский учёный, специалист в области экологической токсикологии, нанотоксикологии и биотехнологий, член-корреспондент РАО (2019), профессор РАН (2018). Директор Сибирского федерального научного центра агробиотехнологий РАН (с 2021), директор Передовой инженерной школы «Агробиотек» Томского государственного университета (с 2022). Доктор биологических наук, профессор.
В 2017—2019 годах — проректор по научной работе Дальневосточного федерального университета, директор Дальневосточного научного центра Российской академии образования. В 2019—2021 годах — заместитель директора Всероссийского института генетических ресурсов растений имени Н. И. Вавилова.

## Биография
Родился в 1980 году в городе Белогорск Амурской области.

### Образование
До поступления в вуз окончил с медалью школу-гимназию 200, музыкальную школу № 1 по классу фортепьяно (гор. Белогорск) и Всероссийскую заочную межпредметную школу при Московском государственном университете имени М. В. Ломоносова по отделению «биология».
В 2003 г. с отличием окончил Амурскую государственную медицинскую академию (АГМА) по специальности «лечебное дело» с присвоением квалификации «врач». Во время учёбы проходил длительную стажировку в Университете Ниигаты (Япония).
В 2006 г. окончил аспирантуру по кафедре гистологии, цитологии и эмбриологии АГМА и под руководством заведующего кафедрой, профессора Сергея Семеновича Целуйко (1950—2021) защитил диссертацию на соискание ученой степени кандидата биологических наук (специальность «физиология») в Дальневосточном государственном аграрном университете.
В 2010 г. окончил Дальневосточный государственный технический университет по специальности «преподаватель высшей школы».
В 2011 г. окончил докторантуру Дальневосточного государственного университета (ныне — Дальневосточный федеральный университет, ДВФУ).
В 2013 г. проходил стажировки в Иерусалимском, Тель-Авивском университетах и в Ариэльском университете.
В 2014 г. под руководством профессора Надежды Константиновны Христофоровой (1940—2024) защитил докторскую диссертацию на соискание учёной степени доктора биологических наук по теме «Реакция организмов на действие природных атмосферных взвесей (экспериментальное исследование)» (специальность «экология») в Томском государственном университете. Докторская диссертация посвящена мониторингу загрязнения микро- и наночастицами атмосферы городов и влиянию этих взвесей на организмы.
В 2015 г. прошёл профессиональную переподготовку в Московской школе управления «Сколково» по программе «Управление проектами развития университета» (Школа ректоров).
В 2018 г. прошёл профессиональную переподготовку в Дальневосточном федеральном университете по программе «Государственное и муниципальное управление».
В 2019 г. окончил магистратуру Дальневосточного федерального университета по направлению «Юриспруденция».
В 2020—2021 гг. прошёл профессиональную переподготовку в Московской школе управления «Сколково» по программе «Лидеры научно-технологического прорыва».
В 2021 г. прошел профессиональную переподготовку в Дальневосточном федеральном университете по Президентской программе «Подготовка управленческих кадров для организаций народного хозяйства Российской Федерации» по специализации «Менеджмент» — «Производственный менеджмент».

### Научная и научно-педагогическая деятельность
- 2006 — младший научный сотрудник центральной научно-исследовательской лаборатории АГМА[6]
- 2006—2010 — ведущий эфира радио «Лемма» и VBC[4]
- 2008—2010 — инженер, затем зав. лабораторией актуальных проблем взаимодействия природных и технических систем Института нефти и газа ДВГТУ[6]
- 2009—2021 — старший научный сотрудник лаборатории медицинской экологии и рекреационных ресурсов НИИ медицинской климатологии и восстановительного лечения
- 2010—2011 — доцент кафедры охраны окружающей среды Института нефти и газа ДВГТУ
- 2010—2011 — зам. директора Института нефти и газа ДВГТУ
- 2011—2015 — доцент Инженерной школы ДВФУ
- 2011—2015 — директор научно-образовательного центра «Нанотехнологии» ДВФУ
- 2012—2016 — председатель совета молодых учёных ДВФУ
- 2015—2020 — профессор кафедры безопасности жизнедеятельности в техносфере Инженерной школы ДВФУ
- 2015—2019 — научный руководитель научно-образовательного центра «Нанотехнологии» ДВФУ
- 2016—2017 — заместитель директора по развитию Школы естественных наук ДВФУ
- с 2017 — ведущий научный сотрудник лаборатории экологии и охраны животных ТИГ ДВО РАН
- 2017—2019 — проректор по научной работе ДВФУ
- 2017—2019 — директор Дальневосточного регионального научного центра Российской академии образования (ДРНЦ РАО)
- 2018—2019 — и. о. директора школы естественных наук ДВФУ
- с 2018 — профессор РАН[7] (по Отделению нанотехнологий и информационных технологий РАН)
- 2018—2019 — заведующий лабораторией педагогической психофизиологии ДРНЦ РАО
- с 2018 — член Комитета РАН по программе ООН по окружающей среде[8]
- с 2019 — член-корреспондент РАО[9] (по Отделению общего среднего образования)
- 2019—2021 — заместитель директора по научно-организационной работе Всероссийского института генетических ресурсов растений имени Н. И. Вавилова[10]
- с 2021 — директор Сибирского федерального научного центра агробиотехнологий РАН
- с 2021 года — председатель Научного совета по проблемам технологий виртуальной и дополненной реальности РАО
- с 2021 года — иностранный член Монгольской академии аграрных наук
- 2021—2022 — главный научный сотрудник лаборатории пленочных технологий ДВФУ
- с 2022 — директор Передовой инженерной школы «Агробиотек» Томского государственного университета.

В 2019 г. — кандидат в члены-корреспонденты РАН по специальности «Нанотехнологии» (Отделение нанотехнологий и информационных технологий РАН). В 2022 г. — кандидат в члены-корреспонденты РАН по специальности «Биотехнология и защита растений» (Сибирское отделение РАН).
Главный редактор журнала «Achievements in the Life Sciences» (до 2016), член редколлегии «Food and Chemical Toxicology» (WoS, Scopus), «Toxicology Reports» (WoS, Scopus), «Medicine International» (PubMed), «Turkish Journal of Agriculture and Forestry» (WoS, Scopus), «Труды по прикладной ботанике, генетики и селекции» (Scopus, ВАК), «Сибирский вестник сельскохозяйственной науки» (RSCI, ВАК), «Арктика и Север» (RSCI), «Вестник Камчатского государственного технического университета» (ВАК), «Агробиотехнологии и цифровое земледелие» (ВАК), «Амурский медицинский журнал».
Член диссертационного совета по специальности «Экология» (технические науки) при ДВФУ и специальностям «Экология» (биологические/технические науки) при НИ ТГУ, член рабочей группы по контролю за решениями Государственной комиссии по вопросам развития Арктики (2017—2021).
Включен в Федеральный реестр экспертов научно-технической сферы, является экспертом РАН, РФФИ, РНФ и ФЦНТП.
Научный руководитель десяти защищенных кандидатских диссертаций, научный консультант двух докторских диссертаций.

## Вклад в науку
Голохваст Кирилл Сергеевич является известным специалистом в области исследования и разработки новых методов экстракции биологически активных соединений из культурных и их диких родичей, биохимии и физиологии сельскохозяйственных, в том числе, лекарственных растений.
Им впервые выделен и рассмотрен новый абиотический фактора среды — нано- и микрочастицы природных атмосферных взвесей, который ранее относился к понятию «взвешенные вещества», или «пыль» и не вычленялся из их общего объёма. Показано, что тонкие частицы взвешенных в атмосфере минералов могут формировать иммунный ответ организма.
Им впервые комплексно исследованы техногенные наночастицы, взвешенные в атмосфере городов России с установлением источников (автомобили, гальваническое и сварочное производство).
Открыт процесс биоминерализации у грибов и изучен процесс биоминерализации у более чем 30 видов сельскохозяйственных и дикорастущих растений.
Под руководством К. С. Голохваста создано новое научное направление — морская нанотоксикология, в рамках которой им исследованы воздействия основных типов наноматериалов на широкий спектр морских организмов (водоросли, иглокожие, моллюски, рыбы).
Впервые начаты масштабное изучение влияния частиц подводной сварки на гидробионтов.
Введён в научный оборот термин «цифровая токсикология», за которым скрывается отрасль знания, занимающаяся вопросами негативного влияния на психофизиологию человека новых цифровых технологий (виртуальной и дополненной реальности).
Индекс Хирша 35 (по версии БД Scopus).

## Научные работы
Автор более 600 научных работ, из них 12 монографий, более 500 статей в журналах из списка Высшей аттестационной комиссии, более 300 статей в изданиях баз Scopus и WoS, а также 45 патентов РФ, 2 свидетельства на государственный стандартный образец и 10 учебных пособий. Основные работы посвящены исследованиям негативного действия наноматериалов на организм человека, что является междисциплинарной темой на стыке экологии человека, медицинской экологии, экотоксикологии и нанотоксикологии.

### Избранные труды
- Голохваст К. С. Взаимодействие минералов с организмами. Владивосток: Изд-во ДВГТУ, 2010. 115 с. ISBN 978-5-7596-1178-3 (монография)
- Голохваст К. С. Атмосферные взвеси городов Дальнего Востока. Владивосток: Изд-во ДВФУ, 2013. 178 с. ISBN 978-5-7444-3244-7 (монография)
- Голохваст К. С., Чернышев В. В., Угай С. М. Твердые частицы выхлопных газов автомобилей. Владивосток: Изд-во ДВФУ, 2014. 104 с. ISBN 978-5-7444-3553-0 (монография)
- Манаков Ю. А., Куприянов А. Н., Стрельникова Т. О., Уфимцев В. И., Куприянов О. А., Силантьева М. М., Голохваст К. С., Лукьянцев С. В. Экологический мониторинг в угледобывающих районах. Новосибирск: Изд-во СО РАН, 2017. 225 с. (монография)
- Кириченко К. Ю., Голохваст К. С. Твердые нано- и микрочастицы сварочного аэрозоля. Владивосток: Издательство ДВФУ, 2019. 148 с. ISBN 978-5-7444-4631-4 (монография)
- Кириченко К. Ю., Вахнюк И. А., Голохваст К. С. Твердые нано- и микрочастицы гальванического аэрозоля. Владивосток: Издательство ДВФУ, 2020. — 92 с. ISBN 978-5-7444-4920-9 (монография)
- Чайка В. В., Пикула К. С., Захаренко А. М., Васюкова И. А., Захарова О. В., Гусев А. А., Голохваст К. С. Введение в нанотоксикологию. — Владивосток: Изд-во ДВФУ, 2021. — 374 с. ISBN 978-5-7444-4928-5 (монография)
- Холодов А. С., Чернышев В. В., Угай С. М., Кириченко К. Ю., Чайка В. В., Дрозд В. А., Голохваст К. С. Дисперсный и химический состав атмосферных выпадений в снежном покрове городов Дальнего Востока России. Дальневост. федерал. ун-т, Тихоокеанский институт географии ДВО РАН, Русское географическое общество; [под общ. ред. И. И. Кондратьева]. — Владивосток: Дальневост. федерал. ун-т, 2021. — 294 с. ISBN 978-5-7444-5005-2 (монография)
- GMOs and Political Stance. Global GMO Regulation, Certification, Labeling, and Consumer Preferences. Editors: Muhammad Nawaz, Gyuhwa Chung, Kirill Golokhvast, Aristidis Tsatsakis. Elsevier. Academic Press. 1st edition. 2022. 322 p. ISBN 978-0-1282-3904-9.
- Угай С. М., Гаврюшков Е. Н., Голохваст К. С. Управление экологической безопасностью урбанизированных территорий с использованием искусственных нейронных сетей. — Владивосток: Изд-во ДВФУ, 2022. — 96 с. ISBN 978-5-7444-5365-7 (монография)

## Членство в научных и профессиональных сообществах
- Московское общество испытателей природы, Дальневосточное отделение, председатель (с 2009)
- Европейское общество токсикологов (EUROTOX) (с 2016)
- Общество биотехнологов России
- Русское географическое общество (с 2018)
- Общество экологической токсикологии и химии окружающей среды (SETAC)
- Общество оптики и фотоники (SPIE)
- Комитет по этике публикаций (COPE)
- Союз журналистов РФ (с 2005)
- Комитет РАН по программе ООН по окружающей среде (с 2018)
- Объединённый совет по биологическим наукам ДВО РАН
- Бюро Объединённого совета по сельскохозяйственным наукам СО РАН
- Общественный совет федерального партийного проекта «Зелёная экономика» Партии «Единая Россия» в Новосибирской области
- Межведомственная комиссия по вопросам формирования, сохранения и использования коллекций генетических ресурсов растений (Указ Президента РФ от 08.02.2022 № 45)
- Межведомственная комиссия по вопросам формирования, сохранения и использования коллекций генетических ресурсов сельскохозяйственных животных (Указ Президента РФ от 19.03.2024 № 196)
- Научно-экспертный совет Комитета Государственной Думы РФ по аграрным вопросам
- Совет по реализации Федеральной научно-технической программы развития сельского хозяйства на 2017—2030 гг. (Указ Президента РФ от 10 апреля 2023 № 257)
- Экспертный совет СО РАН по проблематике Парижского соглашения по климату

## Звания и награды
- Победитель международного конкурса «Лучший молодой учёный Евразии» в номинации «Экология человека» (2014)[14][15]
- Лауреат II степени конкурса авторских произведений «Море слов» (Владивосток, 2020) https://m.vk.com/wall-202034453_2
- Благодарность Правительства Республики Саха (Якутия) (2021)
- Почётный профессор Монгольского университета наук о жизни (MULS) (2022)
- Почетный работник науки Монголии (2022)
- Почетная грамота Законодательного Собрания Новосибирской области (2023)
- Почетная грамота Комитета Государственной Думы РФ по аграрным вопросам (2023)
- Почетный доктор НАН Кыргызской Республики (2024)
- Почетный работник сельского хозяйства Монголии (2024)
- Почетная грамота Российской академии образования (2025)
- Почетный профессор Таджикского  аграрного университета имени Шириншо Шотемура (2025)
- Почетный доктор Института земледелия Таджикской академии сельскохозяйственных наук (2025)